# Küdürlü (Qax)
Küdürlü è un comune dell'Azerbaigian situato nel distretto di Qax. Conta una popolazione di 354 abitanti.